# Església de Sant Cebrià dels Alls
Església de Sant Cebrià dels Alls és un temple del municipi de Cruïlles, Monells i Sant Sadurní de l'Heura (Baix Empordà) inclòs en l'Inventari del Patrimoni Arquitectònic de Catalunya.

## Descripció
L'església és d'una sola nau amb capçalera carrada, sense absis diferenciat. La portada és al mur de migdia, d'arc de mig punt adovellat. Sobre aquest mateix costat hi ha una espadanya de tres pilastres sense arcs. Al mur de llevant hi ha una finestra de doble esqueixada. L'edifici és cobert amb volta apuntada i seguida, l'interior és remolinat. Hi ha dues capelles laterals i la sagristia que són afegitons tardans. El parament és de carreus escairats de granit.

## Història
Com Sancti Cipriani de Aliol s'esmenta en un document del 1064. La comtessa Ermessenda, l'any 1094, llegà al monestir de Sant Feliu de Guíxols béns situats en aquesta parròquia de Santi Cipriani de Aliis. El 1359 consta que Sant Cebrià dels Alls tenia 28 focs i pertanyia a Gilabert de Cruïlles, poc temps més tard, anys 1365-1370, figura sota el mateix domini i amb 38 focs. La parròquia és de masies disperses per Les Gavarres, a la rodalia del Puig d'Arques, el punt més elevat de la serra. Avui és pràcticament desabitada, vora l'església hi ha l'edifici dit «el castell» i la rectoria datada el 1680 a la llinda d'una finestra. En abandonar-se el culte a l'església es traslladaren alguns objectes i peces que contenia a l'església de Sant Martí de Romanyà d'Empordà on es guarden des de fa alguns anys: els batents de fusta de la porta amb elements decoratius de forja, una campana datada el 1590 i un banc amb una llarga i interessant inscripció pintada al dors del respatller.
A la segona quinzena de setembre s'hi realitza l'Aplec amb bona concurrència de gent i amb el cant dels Goigs a Sant Cebrià.